# Elecciones presidenciales de Venezuela de 1831
Las elecciones presidenciales de Venezuela de 1831 fueron las primeras elecciones indirectas realizadas, siendo José Antonio Páez electo presidente de la república; estas elecciones fueron realizadas el 18 de marzo de 1831.

## Antecedentes
El Congreso Constituyente de Venezuela sancionó el 22 de septiembre de 1830 la Constitución que debía regir la nueva República de Venezuela, la cual entró en vigencia el mismo mes. El primer Congreso Constitucional de la República de Venezuela se instaló en la ciudad de Valencia el 18 de marzo de 1831, y el 24 del mismo mes, fueron examinados por el Senado los Registros Eleccionarios y se practicó el escrutinio legal para elegir al Presidente de la República.

## Elección en el Congreso
Como era de esperarse, para el primer período constitucional de cuatro años, resultó elegido Presidente de la República el general José Antonio Páez, quien obtuvo 136 votos (86,07 %) de los 158 electores que sufragaron. Esta elección no fue más que el reconocimiento de una situación que se venía manifestando desde 1826, ya que desde ese año, Páez detentaba el poder material, y la República de 1831, no fue más que la «expresión militar del caudillo llanero», con el apoyo de terratenientes y los militares anti-bolivarianos, logrando así consolidar su influencia política durante dos décadas.
Al día siguiente, se practicó la votación para elegir al primer Vicepresidente de la República, y como ninguno de los candidatos obtuvo mayoría legal, fue perfeccionada la elección y resultó designado por dos años, el Licenciado Diego Bautista Urbaneja. El 11 de abril de 1831, Páez prestó juramento legal como Presidente Constitucional de Venezuela.